# Schalentier

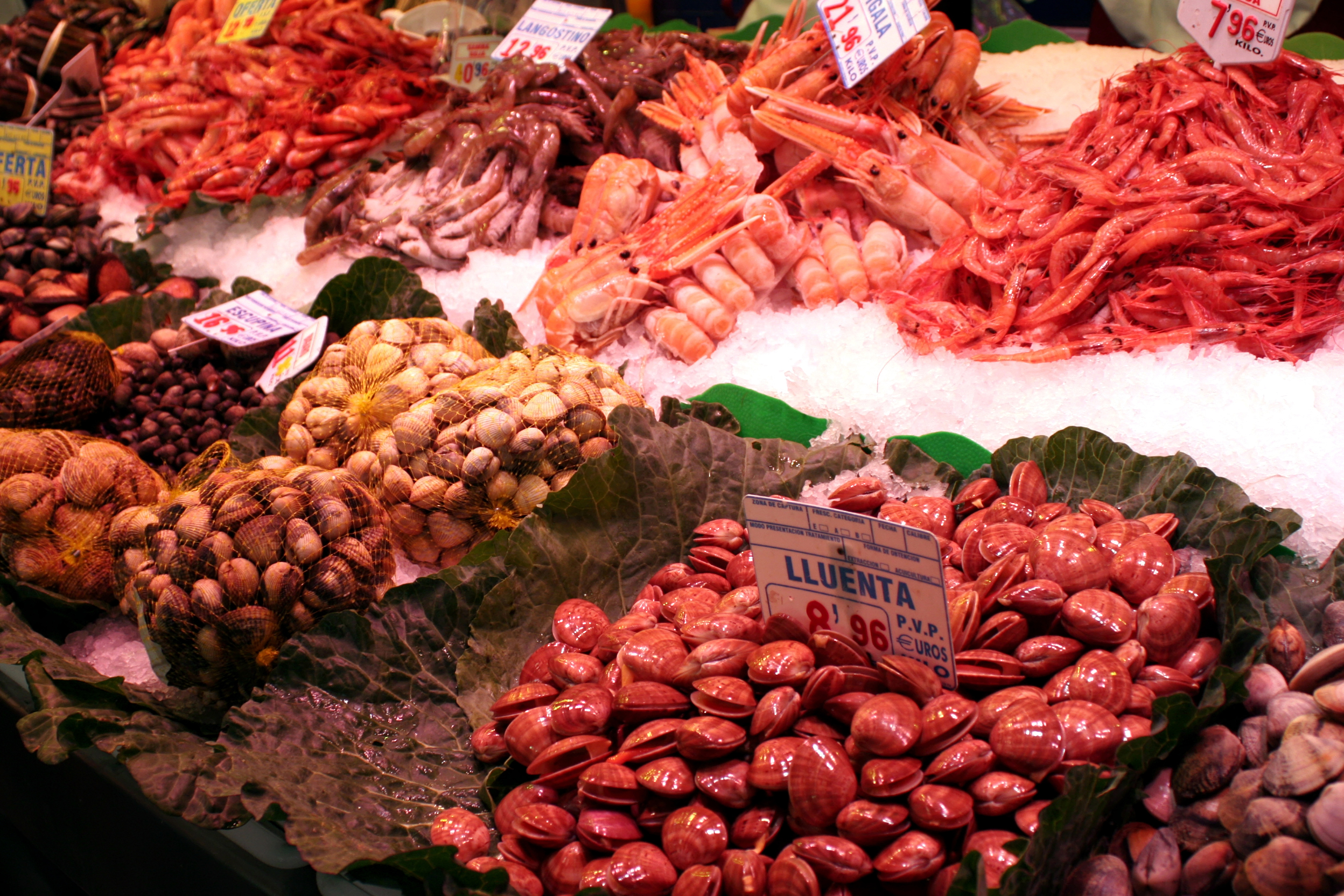
Angebot an Schalen- und Krustentieren an einem Fisch-Verkaufsstand in Barcelona

Schalentiere oder Schaltiere ist eine veraltete Bezeichnung für Schalenweichtiere, einen Unterstamm der Weichtiere. Sie gehören seit der Altsteinzeit zu den Nahrungsmitteln. Ihre Schalen werden in sogenannten Køkkenmøddingern gefunden.
In der Küchensprache hat sich der Begriff jedoch erhalten. Dort werden vor allem essbare Muscheln und wasserlebende Schnecken darunter verstanden, gelegentlich auch die zu den Stachelhäutern zählenden Seeigel und Krustentiere wie Hummer oder Krabben. Küchensprachlich nicht zu den Schalentieren gezählt werden Kopffüßer wie Tintenfische und Kalmare, obwohl sie biologisch zum Stamm der Schalenweichtiere gehören.
Es gibt eine Reihe sehr traditioneller Zubereitungsweisen für Schalentiere. So werden beim New England Clam Bake beispielsweise Hummer, Mies-, Sandklaff- und Venusmuscheln sowie Krebse in einem Erdofen direkt am Strand gegart.